# 星球大战计划
战略防御倡議，亦稱星際大戰（StarWars），正式名稱為戰略防衛先制，是美國在1980年代研議的一個軍事戰略計划，目標為建造太空中的雷射裝置來作為反彈道飛彈系統，使敵人的核彈在進入大氣層前受到摧毀。该计划源自美国总统罗纳德·里根在冷战后期（1983年3月23日）的一次著名演说。其核心内容是：以各种手段攻击敌方的外太空的洲际战略导弹和外太空航天器，以防止敌对国家对美国及其盟国发动的核打击。其技术手段包括在外太空和地面部署高能定向武器（如微波、激光、高能粒子束、电磁动能武器等）或常规打击武器，在敌方战略导弹来袭的各个阶段进行多层次的拦截。該計畫的著眼點在於當蘇聯發動大規模核武攻擊時，相當數目的美國飛彈能夠存活下來。冷戰結束後則再度修正該計畫，試圖在美國受到少數核武攻擊時保障領土安全。美国的许多盟国，包括英国、意大利、西德、以色列、日本等，也在美国的要求下不同程度地参与了这项计划。

## 背景

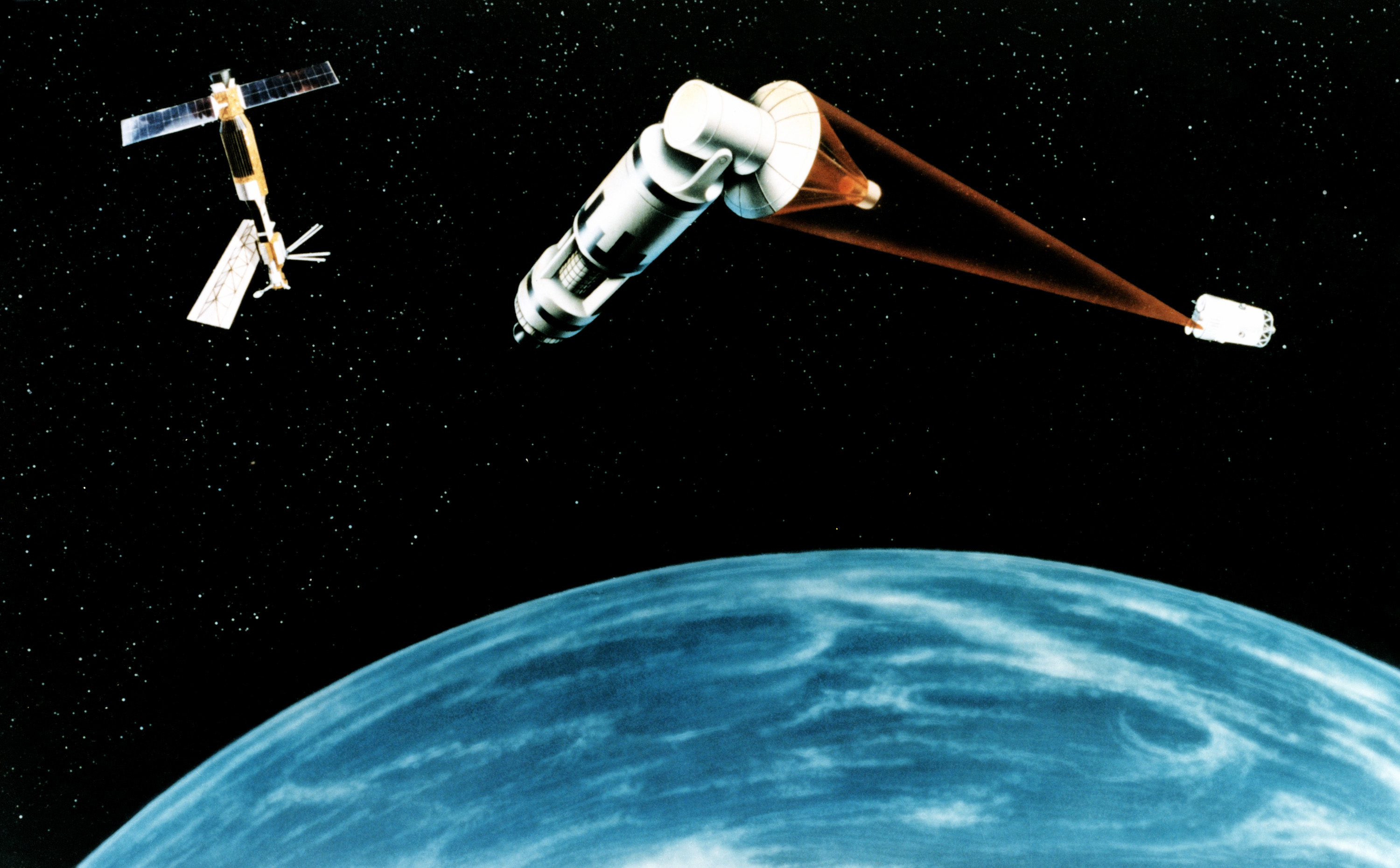
星球大战太空雷射攔截概念

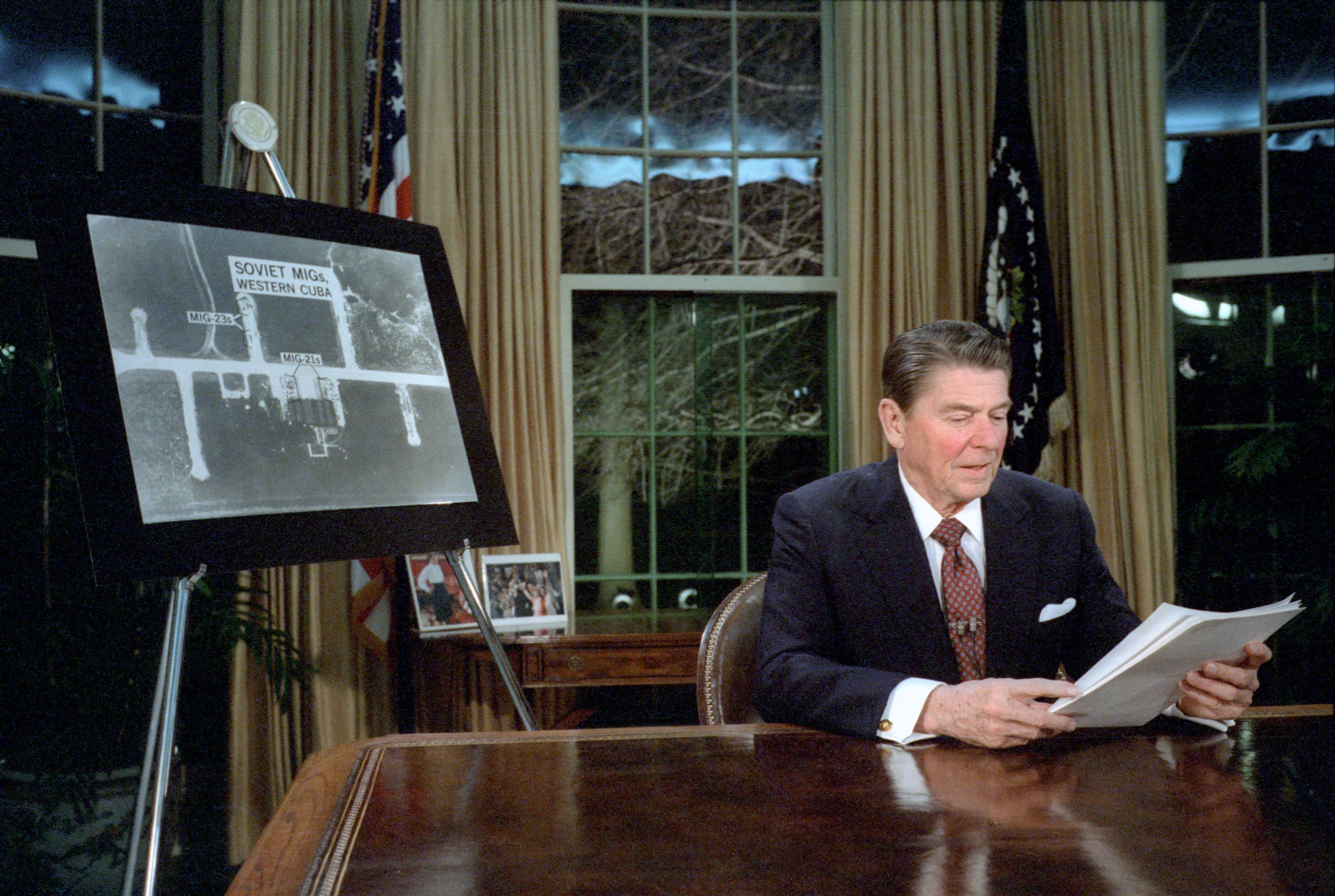
1983年雷根在電視演講星球大战

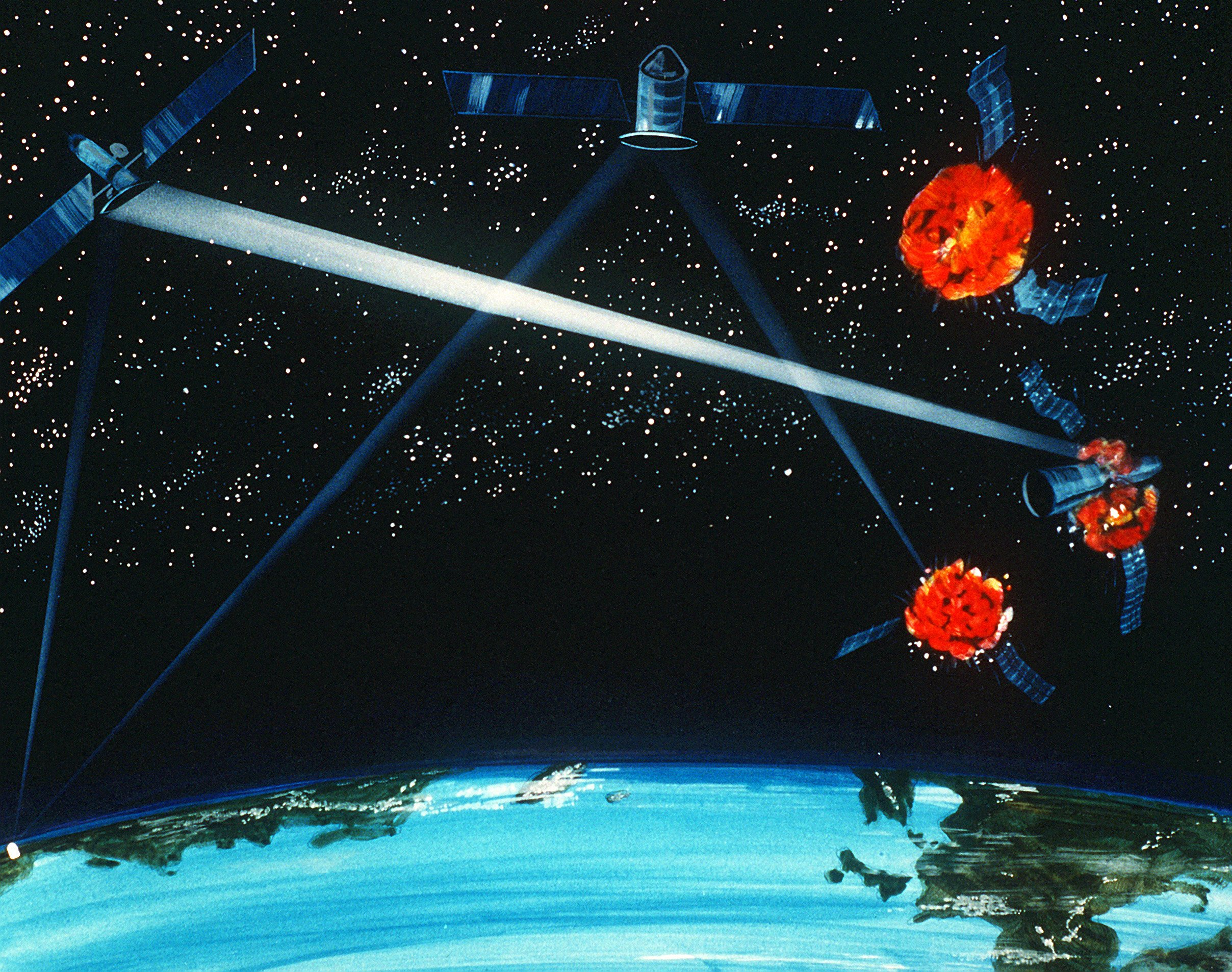
衛星攻擊衛星的概念

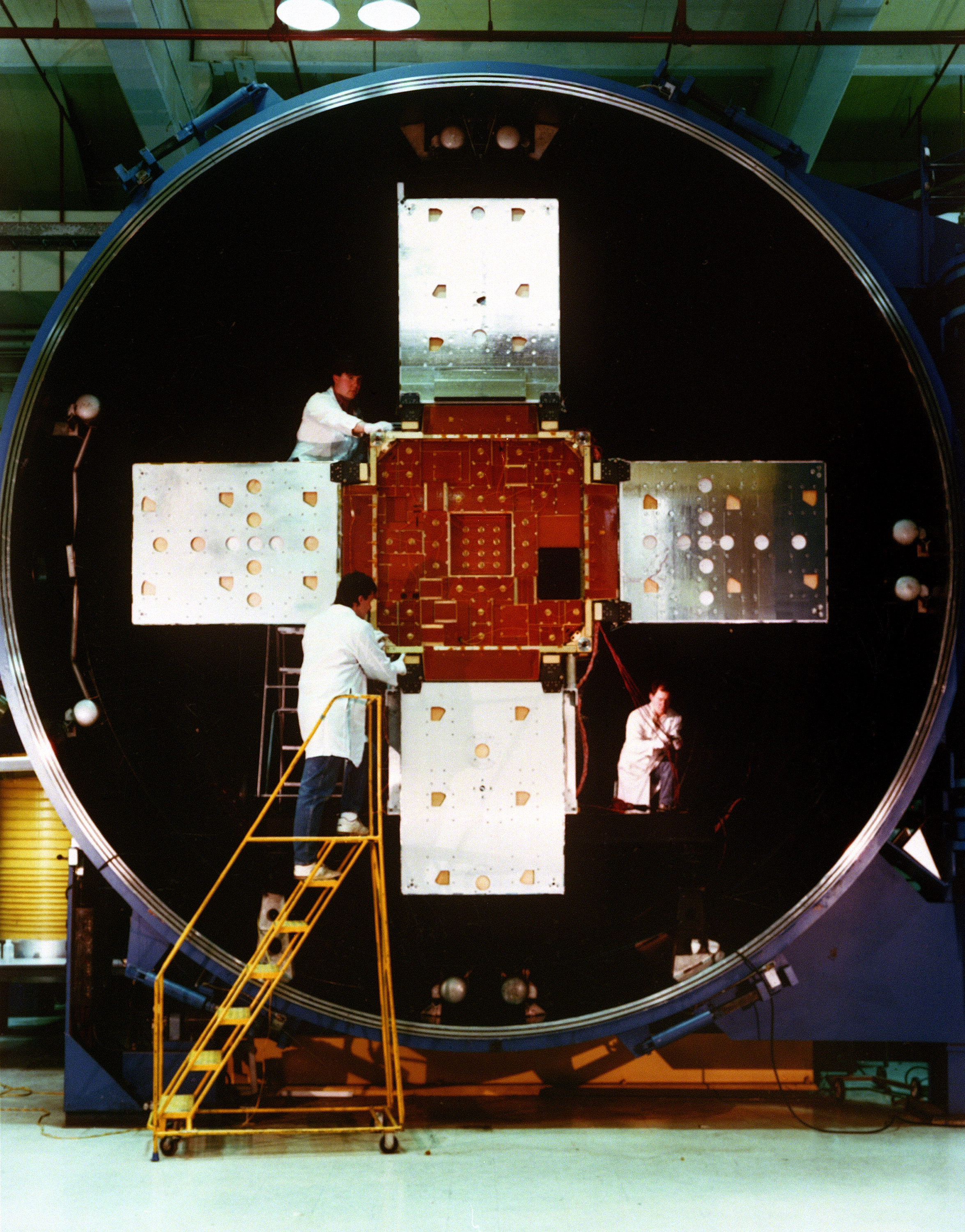
海軍實驗室的雷射衛星模型機

星球大戰計劃的推出背景是在冷战后期，由于苏联拥有比美国更强大的核攻击力量，美国害怕“核平衡”的形势被打破，有需要建立有效的反导弹系统，来保证其战略核力量的生存能力和可靠的威慑能力，维持其核优势。

## 内容
计划由“洲际弹道导弹防御计划”和“反卫星计划”两部分组成。
其预算高达1万多亿美元。拦截系统由天基侦察卫星、天基反导弹卫星组成第一道防线，用常规弹头或定向武器攻击在发射和穿越大气层阶段的战略导弹；由陆基或舰载激光武器摧毁穿出大气层的分离弹头；由天基定向武器、电磁动能武器或陆基或舰载激光武器攻击在再入大气层前阶段飞行的核弹头；用反导导弹、动能武器、粒子束等武器摧毁重返大气层后的“漏网之鱼”。经过上述4道防线，可以确保对来袭弹道导弹有极高摧毁率。同时在核战争发生时，以反卫星武器摧毁敌方的军用卫星，打击削弱敌方的监视、预警、通信、导航能力。

## 經過
美国总统罗纳德·里根在冷战后期（1983年3月23日）發表了一次著名演说。星戰計畫发表后，1984年，戰略防禦計劃組織 (Strategic Defense Initiative Organization, SDIO) 成立，由曾任太空總署穿梭機計劃總監的詹姆斯·亚伯拉罕森將軍 (General James Alan Abrahamson) 任首任局長，以統籌整個計劃。
1985年1月4日由美国政府立项开发，定名為：反弹道导弹防御系统的战略防御计划，原计划于1994年开始部署。

## 後續
由于系统计划的费用昂贵和技术难度大，许多计划中的项目，如著名的“X-30”，“X-33”等最终无限期延长甚至终止。加上苏联于1991年解体，美国在已经花费了近千亿美元的费用后，于20世纪90年代宣布中止“星球大战计划”相關資源縮編改組為彈道飛彈防禦組織(Ballistic Missile Defense Organization)，之後2002年又再次改為导弹防御局(Missile Defense Agency)。

## 評論

從1983年到冷戰結束后，俄国的军费开支远超美国，具体表现为直到1991年蘇聯解體之前，俄国的核弹头生產一直有增無減。

随着美国中央情报局冷战密件曝光，該计划被认为是一场彻底的骗局，有人认为星戰計畫只是美国政府为了拖垮苏联而采取的一种宣传手段而已。但五角大楼声称，計划之所以沒实施，是因为存在技术缺陷，而非外界所說的騙局。
不論實際是否為一場騙局，SDI計畫的成果與实验的装置仍然发挥着作用。如美国白沙实验场，研究“光束飞船”（用激光代替化学燃料）的激光仍然是来源于星战计划中所使用的仪器。美国现有的洲际弹道导弹预警与拦截系统仍然基于SDI的成果。
雖然該計畫的物質成果有限，但在1980年代時確實產生了外交效果，蘇聯高層為美國計畫的龐大與先進性而恐慌，因為他們「雖不知道美國人辦不辦得到，卻很清楚自己一定做不到」；由於認識到自身國力難以加碼新一輪的太空軍備競賽，蘇聯開始嘗試與美國進行限武談判以求緩和局勢。